# (21986) Alexanduribe
(21986) Alexanduribe (1999 XO17) – planetoida z pasa głównego asteroid okrążająca Słońce w ciągu 3,66 lat w średniej odległości 2,37 j.a. Odkryta 2 grudnia 1999 roku.